# Lac de Rabuons
 (septembre 2016).
Si vous disposez d'ouvrages ou d'articles de référence ou si vous connaissez des sites web de qualité traitant du thème abordé ici, merci de compléter l'article en donnant les références utiles à sa vérifiabilité et en les liant à la section « Notes et références ».
Le lac de Rabuons est situé dans le massif du Mercantour, à 2 500 m d'altitude, sur la commune de Saint-Étienne-de-Tinée, dans le département des Alpes-Maritimes.

## Géographie
Le lac de Rabuons est le plus grand lac des Alpes-Maritimes. Il est notamment dominé par le Mont Ténibre (3 031 m).
Dans les années 1930, une centrale hydroélectrique est envisagée au lac de Rabuons. Le projet sera finalement abandonné mais une prise d'eau est installée en 1939. Encore exploitée aujourd'hui par EDF pour alimenter la production hydroélectrique de la vallée de la Tinée, la prise d'eau a fait l'objet de restaurations importantes en 2013 et 2014.
En fonction de l'ouverture des vannes de la prise d'eau, le niveau du lac de Rabuons peut se trouver en-dessous de sa cote naturelle. Son alimentation vient des pluies et de la fonte des neiges.

## Accès
Le lac de Rabuons est accessible aux randonneurs depuis Saint-Étienne-de-Tinée, ou par le Chemin de l'Énergie depuis les lacs de Vens.
Au bord du lac se trouve le refuge de Rabuons.